# رسول پرویزی
رسول پرویزی (۱۲۹۸ – ۸ آبان ۱۳۵۶) داستان‌نویس ایرانی در دهه‌های ۱۳۲۰ و ۳۰ خورشیدی و سیاستمدار اهل ایران بود. وی نمایندگی حوزهٔ انتخابیه تنگستان در مجلس شورای ملی در دوره‌های بیست و یکم، بیست و دوم و بیست و سوم و نمایندگی دورهٔ هفتم مجلس سنای ایران و معاونت نخست‌وزیر (اسدالله علم) را در کارنامهٔ خود داشت.

## زندگی‌نامه
در سال ۱۲۹۸ خورشیدی در تنگستان استان بوشهر به دنیا آمد. تحصیلات ابتدایی خود را در شیراز به پایان رساند و تا سال سوم متوسطه در شیراز به تحصیل مشغول بود. در این دوره با مشکلات زیادی روبه‌رو و از ادامه تحصیلات منصرف شد. سپس در مدرسه سعادت بوشهر به کتابداری و آموزگاری مشغول گردید. وی در سال ۱۳۱۵ موفق به دریافت دیپلم ادبی شد و مجدداً در بوشهر به کار دبیری پرداخت.
پرویزی سال‌ها در مجلات قلم زد و خود را به عنوان یکی از نمایندگان اصلی تیپ داستانی جمالزاده معرفی کرده بود. در سال ۱۳۳۶ نخستین و معروف‌ترین مجموعه داستان خود، شلوارهای وصله‌دار را منتشر کرد. این مجموعه معروف‌ترین و موفق‌ترین اثر اوست. این کتاب شامل ۲۰ داستان کوتاه یا خاطره است که در قالب طنز، به زبان ادبی ـ محاوره‌ای و با سبکی ساده و شیوا به نگارش درآمده و عنوان کتاب هم از داستانی به همین نام انتخاب شده‌است. دومین کتاب او، «لولی سرمست»، در سال ۱۳۴۶ منتشر شد. بعدها به علت تصدی مناصب حکومتی (سناتوری) نوشتن را ادامه نداد. پرویزی در سال‌های پایانی عمر خود، بینایی یکی از چشم‌هایش را از دست داد و از همان روزگار بود که نویسندگی را رها کرد. رسول پرویزی در ۸ آبان ۱۳۵۶ در ۵۸ سالگی در شیراز درگذشت و در حافظیه به خاک سپرده شد. اخیراً کتابی از او به نام قصه‌های رسول منتشر شده‌است.
در مصاحبه  محمد باهری با دانشگاه هاروارد آمده است، رسول پرویزی در حمام زمین خورد و به بیمارستان منتقل شده و فوت شد.